# Доминиканская революционная партия
Доминиканская революционная партия (ДРП, исп. Partido Revolucionario Dominicano, PRD) — политическая партия в Доминиканской Республике. Изначально левоцентристская и социал-демократическая, с 2000-х годов она заметно сместилась в сторону политического центра.   Отличительный цвет партии — белый. Традиционно в партии два председателя: «титульный президент» и «исполняющий обязанности президента» (по сути, заместитель первого); до 2010 года президентам и генеральному секретарю партии было запрещено баллотироваться на какую-либо выборную должность.

## История
Партия была основана в 1939 году несколькими доминиканскими эмигрантами  во главе с Хуаном Бошем, проживавшими в Гаване (Куба). После свержения диктатуры Трухильо ДРП 5 июля 1961 года начала свою легальную деятельность в Доминиканской Республике как массовая партия. Это была первая доминиканская партия, основанная на популистских и демократических левых принципах. 
Она выдвигала широкую программу реформ и победила в 1962 году на первых честных выборах в истории страны, а её лидер Бош был избран президентом, однако вскоре был свергнут. Позднее Бош покинул партию из-за споров вокруг её идеологической направленности и, желая сохранить более левые позиции, 16 декабря 1973 года основал Доминиканскую партию освобождения. 
Сама ДРП в это время продолжала претендовать на левоцентристскую нишу, объединяя представителей интеллигенции, мелкой буржуазии, крестьянства, студенчества и примыкая к международной социал-демократии. Так, она вошла в Социалистический интернационал и Форум Сан-Паулу. На протяжении своей истории партия была подвержена сильным фракционным распрям: например, в 1990 году от неё откололась Независимая революционная партия (НРП) Хакобо Махлуты Асара. 
ПРД побеждала на президентских выборах ещё трижды — в 1978 (Антонио Гусман), 1982 (Сальвадор Хорхе Бланко) и 2000 году (Иполито Мехия), — однако к этому моменту ей руководили уже более консервативные лидеры.
На парламентских выборах 16 мая 2002 года партия получила 41,9% голосов избирателей и 73 из 150 мест в Палате депутатов и 29 из 31 места в Сенате Доминиканской Республики. Кандидат от партии на президентских выборах 16 мая 2004 года Иполито Мехия набрал 33,6% голосов и не смог переизбраться на второй срок. 
На парламентских выборах 16 мая 2006 года партия совместно со своим традиционным оппонентом, Социал-христианской реформистской партией, и другими силами сформировала Великий национальный альянс, который избрал 82 из 178 депутатов и 10 из 32 сенаторов. Доминиканская революционная партия возглавила альянс, получив около 60 мест в палате депутатов и 6 в сенате.
Партию критиковали за причастность к коррупции, за попустительство правым военизированным группировкам нападать с территории республики на Гаити и за превращение во всё более консервативную партию, обслуживающую интересы транснационального капитала, а не трудящегося большинства. Последний президент от PRD, Иполито Мехия, подвергался особой критике за поддержку войны в Ираке. 
С 2010 года электоральные результаты партии неуклонно снижаются. На президентских выборах 2012 года по итогам праймериз, которые признали не все в руководстве ДРП, кандидатом на пост президента от ДРП стал бывший глава государства Иполито Мехия, а в качестве его вице-президента баллотировался заместитель председателя партии Луис Абинандер. После поражения на выборах, где победил кандидат от Доминиканской партии освобождения Данило Медина, противники Мехии и Абинандера укрепили свои позиции, а сами экс-кандидаты ушли из ДРП в Доминиканский социальный альянс — партию отца Луиса Абинандера сенатора Хосе Рафаэля Абинадера. За ними Доминиканскую революционную партию покинули более 30 высокопоставленных политиков из фракции «Старых дубов» (Los viejos robles). В результате раскола ДРП 2014 года на базе Социального альянса они основали новую политическую силу — Современную революционную партию, к которой перетёк почти весь электорат ДРП. По итогам выборов 2024 года у ДРП остался только один депутатский мандат. 